# مرزاقره
مرزاقره هي قرية في مجمع سينغبور في منطقة راي باريلي، أوتار براديش، الهند.  واعتبارًا من عام 2011، بلغ عدد سكانها 2596 نسمة في 454 أسرة.  وبها مدرسة ابتدائية واحدة ولا توجد بها مرافق رعاية صحية. 
سجل تعداد عام 1961 أن ميرزاغاره تتألف من 8 قرى صغيرة، ويبلغ مجموع سكانها 919 شخصًا (465 ذكور و 454 إناث) ، في 191 أسرة و 185 منزل فعلي.  أعطيت مساحة القرية 657 فداناً. 
سجل تعداد عام 1981 أن عدد سكان ميرزاغاره يبلغ 1124 نسمة، في 283 أسرة، وتبلغ مساحتها 259.93 هكتارًا. 